# Cascine di Buti
Cascine di Buti è una frazione del comune italiano di Buti, nella provincia di Pisa, in Toscana.

## Storia
In tempi antichi fu sede di una fattoria appartenente ai granduchi di Toscana, ma degli edifici storici non resta traccia. 
Nella sua toponomastica si rinvengono dettagli che fanno ricordare l'antica caratteristica del luogo di essere territorio di confine conteso tra le città di Pisa, Lucca e Firenze (es. Via della Dogana).
Non rimane niente del Castellarso, antica fortificazione incendiata da Castruccio Castracani; si ha invece testimonianza di un edificio a pianta ottagonale, nella località chiamata La Risaia, che si ritiene presumibilmente essere stato un “brillatoio” per la lavorazione del riso al tempo del granduca Francesco I. Tale edificio potrebbe corrispondere a quello che si trova nel territorio sovrastante la Villa Tronchetti, oggi adibito a deposito dell'acquedotto comunale.
Nell'Ottocento, durante il breve periodo di dominazione francese, la borgata ospitava un importante reparto della gendarmeria, che controllava la vasta area di territorio comprendente Buti, Bientina e Vicopisano.
Nel Novecento la frazione è stata caratterizzata dall'istituzione di diverse cooperative artigianali e di consumo, come la Cooperativa dei Terrazzieri che si occupava della realizzazione di opere di ingegneria naturale, o la Cooperativa Combattenti e Reduci che gestiva e organizzava il lavoro sociale nei campi.

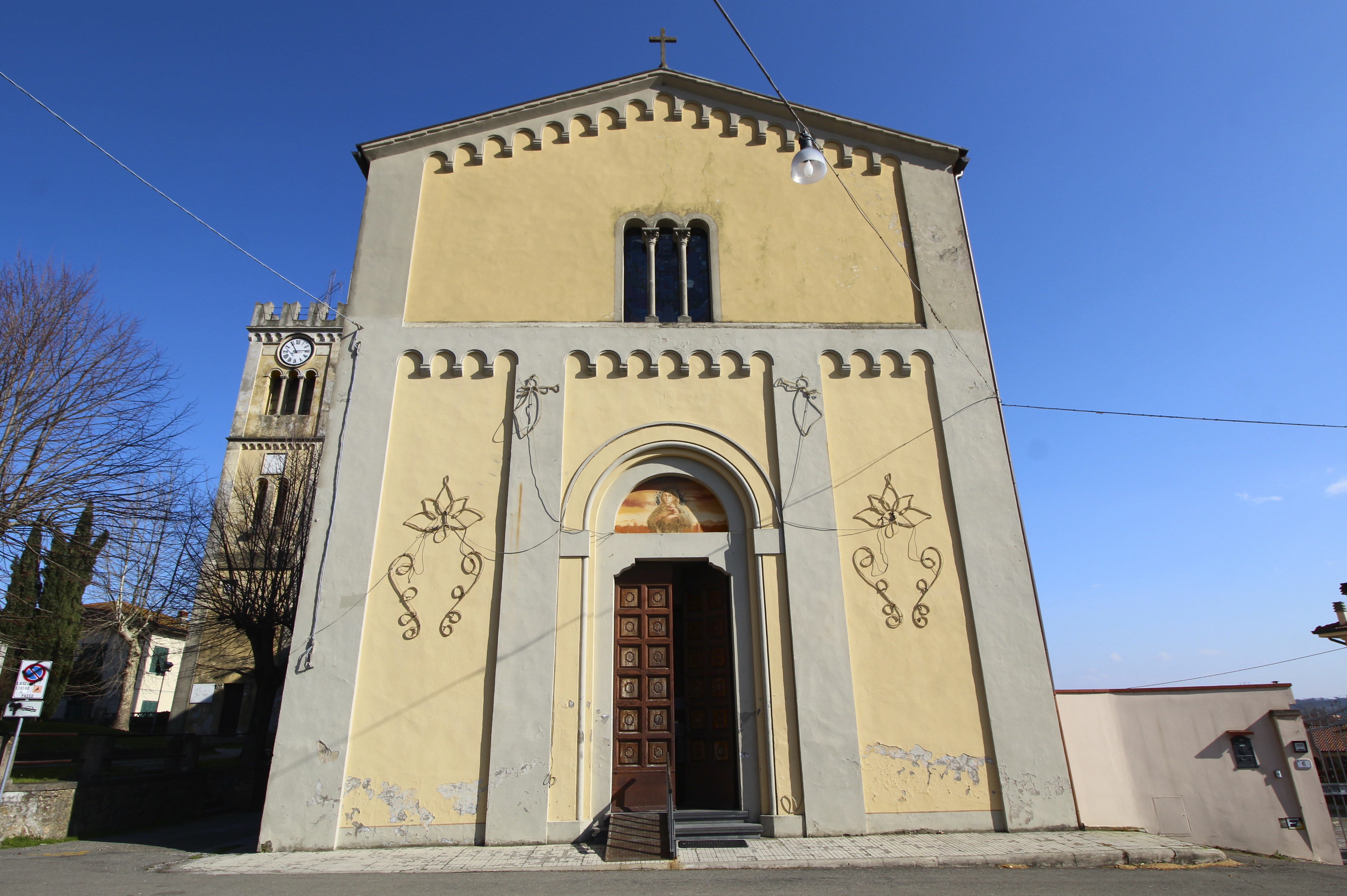
La chiesa di Santo Stefano

## Monumenti e luoghi d'interesse
- Chiesa di Santo Stefano

## Infrastrutture e trasporti

### Strade
Cascine di Buti è attraversata dalla strada regionale 439 Sarzanese Valdera, sulla quale sono svolti servizi pubblici con autocorse della società CTT Nord.

### Ferrovie
Fino al 1944 la località era inoltre servita anche dalla ferrovia Lucca-Pontedera, grazie alla presenza di una stazione oggi trasformata in civile abitazione.